# Eugendorf
Eugendorf  är en ort och kommun i Österrike. Den ligger i distriktet Salzburg-Umgebung i förbundslandet Salzburg,  240 kilometer väster om huvudstaden Wien. 